# Copa Master de Supercopa
La Copa Master de Supercopa è stata una competizione calcistica organizzata dalla CONMEBOL tra le squadre vincitrici della Supercoppa Sudamericana degli anni precedenti. Sono state disputate solo due edizioni, nel 1992 e nel 1994.
Boca Juniors e Cruzeiro sono gli unici club che l'hanno vinta e ottenuto il diritto di partecipare alla Copa de Oro dell'anno seguente.

## Edizioni
| Anno | Vincitore    | Risultato | Finalista    | Andata     | Ritorno    |
| ---- | ------------ | --------- | ------------ | ---------- | ---------- |
| 1992 | Boca Juniors | 2 - 1     | Cruzeiro     | Gara unica | Gara unica |
| 1994 | Cruzeiro     | 1 - 0     | Club Olimpia | 0 - 0      | 1 - 0      |